# Carlos Holmes Trujillo
Carlos Holmes Trujillo García (Cartago, 23 settembre 1951 – Bogotà, 26 gennaio 2021) è stato un politico e diplomatico colombiano.

## Biografia
Sindaco di Cali dal 1988 al 1990, divenne poi ambasciatore colombiano in Russia nel 1999, conservando tale ruolo fino al 2001.
Fu Ministro degli Interni nel biennio 1997-98, Ministro degli Esteri nel biennio 2018-19 e Ministro della Difesa dal 2019 fino alla morte, avvenuta nel gennaio del 2021 all'età di 69 anni per complicazioni da COVID-19.